# Gustaf Adolf Sparre (1746–1794)
Gustaf Adolf Sparre af Söfdeborg, född 6 januari 1746 i Göteborg, död 18 juni 1794 på Kulla Gunnarstorps slott i Skåne, var en svensk greve och konstsamlare. Han var son till hovmarskalken och direktören i Svenska ostindiska kompaniet, greve Rutger Axel Sparre och Sara Christina Sahlgren (1723–1766). Han gifte sig 1777 med Elisabet Sofia Amalia Beata Ramel (1753–1830), dotter till friherre Hans Ramel (1724–1799) och Amalia Beata Lewenhaupt (1726–1810). Gustaf Adolf Sparre blev far till Christina Sparre som var gift med Jacob De la Gardie. Niklas Sahlgren var morfars bror till Gustaf Adolf Sparre.
Gustaf Adolf Sparre studerade som tonåring vid Lunds och Uppsala universitet och vistades under åren 1768–1771 utomlands i bland annat Storbritannien, Nederländerna, Frankrike och Tyskland. Under sina resor köpte han mycket konst. Efter Tessin hade greve Sparre Sveriges näst förnämsta privata konstsamling och den innehöll vid hemkomsten ungefär etthundra målningar av bland andra Rembrandt, David Tenier d.y. och Jacob Jordaens.  I samlingen fanns även målningar av Rafael, Rubens och Correggio med flera.
Sparre flyttade in i den Sparreska våningen i Sahlgrenska huset på Norra Hamngatan i Göteborg som han ärvt av sin mor och blev samtidigt delägare i firman Sahlgren & Söner. År 1775 köpte han Kulla Gunnarstorps slott utanför Helsingborg där en stor del av konstsamlingarna placerades. En del av samlingarna förvaras idag på Vanås slott i norra Skåne.  Ett ensamt verk ur den Sparreska samlingen hänger kvar i det blå förmaket på Sahlgrenska huset: Vingårdsarbetaren av den holländske 1600-talsmålaren Bernhard Weil. Målningen är skänkt 1981 av greveparet Wachtmeister på Vanås slott.